# Stadio Municipal Reino de León
Lo stadio Reino de León (in spagnolo estadio Municipal Reino de León) è uno stadio di calcio situato a León, in Spagna. Fu inaugurato il 20 maggio 2001 con la partita tra Leonesa e Xerez.